# Неапольська чума 1656 року
Неапольська чума 1656 року (англ. Naples Plague 1656) — частина епідемії чуми в Італії між 1656—1658 роками, яка тільки в Неаполі знищила приблизно 150—200 тисяч людей, що становило більше половини населення міста. Епідемія сильно вплинула на економічну та соціальну інфраструктуру Неаполя, а також деяких інших уражених районів.
Чума поширилася на Сардинію можливо, з Іспанії чи інших європейських країн у 1652 році, потрапивши до Неаполя у квітні 1656 року, а потім — на більшу частину південної Італії, де було розташоване Неаполітанське королівство. Лише Сицилія та частини Калабрії та Апулії не постраждали.
На півночі чума досягла Риму в червні 1656 року, а згодом уразила більшу частину Папської держави. Чума досягла Умбрії та Марке, але не торкнулася Великого герцогства Тосканського. Однак поширилося морем до Лігурії. Історичні записи свідчать, що епідемія в Барлетті, на півдні Італії, розвинулася після того, як 26 травня 1656 корабель «Сант-Андреа» прибув із Неаполя в порт Барлетта. Однак після санітарної перевірки судно не допустили на берег і воно було змушене відійти, але цього заходу було недостатньо, щоб запобігти проникненню хвороби в порт. Пік епідемії Барлетта припав на жовтень, після чого кількість випадків зменшилася; а 22 червня 1657 року Барлетта була оголошена вільною від чуми. З початкового населення цього міста в 20 000 чоловік ця хвороба вбила 7 000–12 000 осіб.
Щоденні зошити восьми неаполітанських банків показують, що перші смерті викликали запізнілу реакцію стурбованої влади. 7 червня виділено 20 дукатів за металеві інструменти, доставлені до лікарні для прокажених Сан-Дженнаро для хірургів і перукарів. 8 червня 110 дукатів — Агостіно Баратто, хірургу, який працював у лікарні для прокажених Сан-Дженнаро для лікування хворих. 16 червня 20 дукатів — восьми солдатам, які повинні патрулювати вулиці від Порта-Капуана до Порта-Нолана, вилучаючи трупи та доставляючи їх у встановлені місця, не залишаючи нікого з них на вулицях. 3 липня 100 дукатів — за публікацію 150 повідомлень про заборону вивозу або відправлення товарів за межі Неаполя, 100 повідомлень про заборону продажу води в місті, 150 повідомлень про заборону хворим людям виходити з дому та 3000 свічок за здоровіє та упокой до церков.
Епідемія була зупинена завдяки карантину бідніших районів і зусиллям Мартінуса Людгайма, лікаря з Баварії. Церква Санта-Марія-дель-П'янто в Неаполі (Santa Maria del Pianto) була побудована на честь цього в 1657 році. Лікарів і перукарів відправляли до лікарень для прокажених, які були створені в базиліці Сан-Дженнаро за стінами біля острова Кьюпіно, який з тих пір зник поблизу острова Нісіда. Військові патрулі закрили столицю на карантин і марширували вулицями, несамовито намагаючись винести тіла померлих від хвороби подалі від їхніх власних домівок.
27 листопада 1656 року заплачено 200 дукатів Маттіа Преті, якого на честь Цариці Небесної просили намалювати образ її Очищення і Непорочного Зачаття над воротами Неаполя.
За оцінками, чума могла забрати до 1 250 000 життів по всьому Неаполітанському королівству, що робить її однією з найсмертоносніших епідемій в історії. Тільки в Неаполі в 1656 році померло близько 150 000—200 000 людей, що становило принаймні половину місцевого населення. У Барлетті загинуло 7 000–12 000 людей з 20 000 місцевого населення.